# Ari Up
Ariane Daniela Forster , dite « Ari Up », née le 17 janvier 1962 à Munich (Allemagne) et morte le 20 octobre 2010 à Los Angeles (États-Unis), est une chanteuse anglaise et allemande, la chanteuse et la fondatrice de The Slits (« Les Fentes »), l'un des premiers groupes de punk rock féminin.

## Biographie

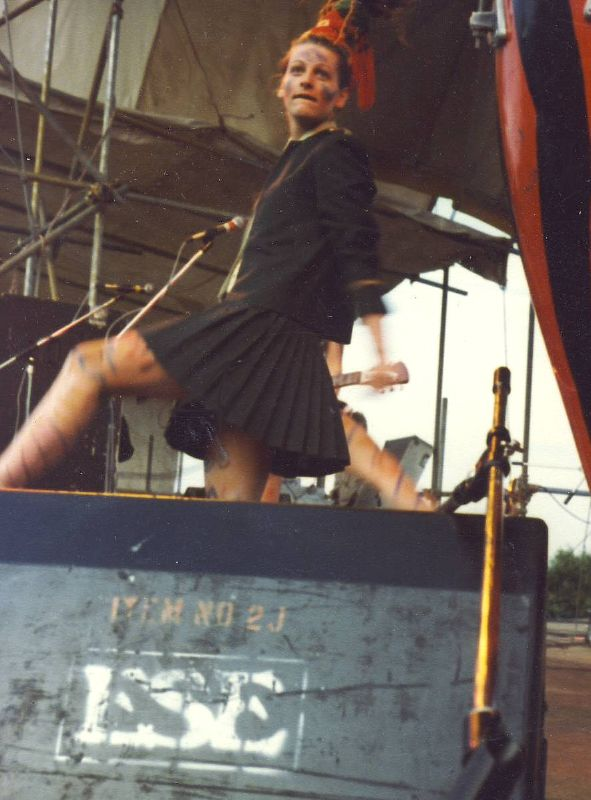
Ari Up en concert avec The Slits en 1981.

Ariane Forster est la petite-fille d'un propriétaire de journal allemand. Sa mère, Nora, est connue dans l'industrie de la musique ; elle est une amie de Jimi Hendrix et de Chris Spedding. Jon Anderson, le chanteur du groupe Yes, est son parrain. Nora épousera plus tard le chanteur des Sex Pistols, John Lydon. Leur maison a la réputation d'être un rendez-vous de punks. Inspirée par la présence constante de la musique punk, Ariane commence elle-même à en jouer.
En 1976, alors qu'elle n'a que 14 ans, elle prend comme pseudonyme Ari Up et forme à Londres les Slits avec trois autres amies : Suzi Gutsy, Kate Korus et Palmolive. Les Slits sont un des premiers groupes féminins punks britanniques aux côtés des Raincoats. Elles jouent une musique fusionnelle entre rock, rythmes africains et chant expérimental.
En 1977, en tournée, les Slits font la première partie de The Clash. Ari passe brièvement dans le film Clash, Rude Boy, avec le groupe en coulisses. Ses performances de 1977 avec les Slits sont en vedette dans le film The Punk Rock Movie. Durant la tournée elle est encore à l'école secondaire, après les cours elle rejoint chaque soir le groupe.
En 1981, après la séparation des Slits, Ari Up rejoint le groupe des New Age Steppers, en compagnie de Viv Albertine. Puis elle quitte Londres pour s'installer en Jamaïque où elle  travaille comme animatrice d'une émission de télévision. À partir de 2000, elle intègre le groupe techno allemand Terranova.
Ari Up est emportée par un cancer, le 20 octobre 2010, à l'âge 48 ans. C'est Johnny Rotten, époux de sa mère, qui a fait l'annonce de sa mort.

## Discographie
- The Slits – Cut (1979, Island)
- V/A – We Do 'Em Our Way (1980, MFP)
- The Slits – Return of the Giant Slits (1981, CBS)
- New Age Steppers – The New Age Steppers (1981, On-U Sound)
- The Slits – The Peel Sessions (1987, Strange Fruit)
- V/A – Lipstick Traces (1993, Rough Trade)
- V/A – Rough Trade Shop, Post Punk 01 (2xCD, Comp) (2003, Mute)
- Ari Up – True Warrior / I'm Allergic 7" (2004, For Us)
- The Slits – Live At The Gibus Club (2005, Earmark)
- Ari Up – Baby Mother 12" (2005, Collision: Cause Of Chapter 3)
- Ari Up – Dread More Dan Dead (2005, Collision: Cause Of Chapter 3)
- V/A – Girl Monster (3xCD, Comp) (2006, Chicks On Speed Records)
- The Slits – Revenge Of The Killer Slits 7" (2006, S.A.F. Records)
- Dubblestandart vs. Ken Boothe vs. Ari Up – When I Fall In Love / Island Girl 12" (2007, Collision: Cause Of Chapter 3)
- The Slits – Trapped Animal (2009, Narnack Records)
- Subatomic Sound System Meets Ari Up & Lee "Scratch" Perry – Hello, Hello, Hell Is Very Low / Bed Athletes (7") (2010, Subatomic Sound)
- Ari Up & Vic Ruggiero - Rare Singles and More... (2011, Ska in The World)
- New Age Steppers - Love Forever (2012, On-U Sound)